# Владислав Крук
Владислав Ян Крук (пол. Władysław Jan Kruk) (24 листопада 1931 — †2 листопада 1996) — польський державний діяч, дипломат. Генеральний консул Польщі у Києві (1982–1986).

## Біографія
Народився 24 листопада 1931 року. У 1951 році приєднався до ПОРП. Був членом Спілки польської молоді. У 1953-1959 роках навчався в школі сільського господарства в Любліні, отримав ступень магістра в галузі сільського господарства. 
З 1 березня 1975 по 30 липня 1977 - був директором Союзу радгоспів в Любліні. З 1959 до 1962 року інструктором, а з 1962 по 1966 заступником начальника сільськогосподарського відділу воєводського комітету ПОРП у Любліні. З 1 серпня 1966 по 31 серпня 1969 служив секретарем повітового комітету ПОРП у Володаві. З 1969 по 1971 був секретарем з сільського господарства, а в 1971-1975 секретар організації, будучи протягом шести років членом виконавчого комітету ПОРП. У 1977-1982 роках він обіймав посаду секретаря. З 15 лютого 1980 по 20 липня 1981 був членом Центрального комітету Польської об'єднаної Робітничої партії, з 24 серпня 1980 року кандидат у члени Політбюро. У 1982-1986 роках Генеральний консул ПНР в Києві.
З 1980 по 1985 був депутатом парламенту, від Любліну. Працював у комітеті по землеустрою та захисту навколишнього середовища. 

## Нагороди та відзнаки
- Орден Відродження Польщі[3].